# Elantris
Elantris (titre original : Elantris) est un roman de fantasy de Brandon Sanderson, paru en 2005 aux États-Unis puis en 2011 en France en deux parties, nommées Chute et Rédemption, avant d’être finalement réuni par les éditions Le Livre de poche. C’est le premier roman publié de l'auteur. Une réédition « dixième anniversaire » avec un ajout de dix mille mots voit le jour en 2015 puis est traduite en français et publié par Le Livre de poche en 2017.
Au départ conçu comme indépendant, l’auteur a prévu de lui donner une suite. En 2006, il a publié une nouvelle, The Hope of Elantris, qui se déroule en même temps que l’œuvre originale mais sous un autre point de vue. Le roman L'Âme de l'empereur se situe sur la même planète, Sel, mais ne reprend pas la même intrigue ; de fait, l’action est donc intégrée au Cosmère.

## Résumé
La puissante et noble cité d’Elantris n’est plus que l’ombre d’elle-même depuis que ses portes se sont closes il y a de cela dix ans. Un mal mystérieux frappe en effet ses habitants et les confine dans l’ancienne capitale. Alors que la princesse Sarène y arrive afin d’épouser Raoden, l’héritier du royaume et de la cité, on lui apprend que celui-ci est mort, alors que le lecteur sait qu'il est plutôt victime de ce mal mystérieux (le Shaod) et confiné à Elantris. Malgré tout, elle décide de rester pour percer le mystère de la ville maintenant silencieuse d’Elantris.